# Monza (geslacht)
Monza is een Afrotropisch geslacht van vlinders van de familie van de dikkopjes (Hesperiidae), van de onderfamilie van de Hesperiinae. De wetenschappelijke naam van dit geslacht is voor het eerst voorgesteld door William Harry Evans in een publicatie uit 1937. De rupsen van de drie soorten in dit geslacht voeden zich met diverse soorten grassen (Poaceae).

## Soorten
- M. alberti (Holland, 1896)
- M. cretacea (Snellen, 1872)
- M. punctata (Aurivillius, 1910)